# Intercomunale Monsummano
L'A.S.D. Intercomunale Monsummano, nota semplicemente come Intercomunale Monsummano, è una società calcistica italiana con sede nella città di Monsummano Terme, in provincia di Pistoia.

## Storia
L'Intercomunale Monsummano venne fondato nel 1921 come Unione Sportiva Monsummanese 1921, nome che contraddistinguerà i maggiori successi della squadra granata. Gli anni quaranta segnarono il picco più alto della storia della Monsummanese che rimase per quattro stagioni consecutive in Serie C prima di essere radiata nel 1951.
La società granata nel 1971 si fuse con altre venti squadre del territorio limitrofo creando l'Unione Valdinievole: tale compagine riuscì a raggiungere la Serie D oltreché conquistare una Coppa Italia Dilettanti. L'esperimento però fallì nel giro di pochi anni sicché il titolo sportivo ritornò alla Monsummanese che rimase nella quarta serie sino al 1978.
Dagli anni ottanta ad oggi la squadra granata si divide prevalentemente fra il secondo ed il terzo livello del calcio dilettantistico toscano; da segnalare il cambio di nome avvenuto nel 2007 che portò alla nascita dell'Intercomunale Monsummano, attuale denominazione del club.

## Colori e simboli

### Colori
Il colore dell'Intercomunale Monsummano è l'amaranto. La prima maglia è quasi interamente amaranto con risvolti bianchi, mentre la seconda è bianca con pantaloncini amaranto.

## Palmarès

### Competizioni nazionali
- Coppa Italia Dilettanti: 1

1971-1972

### Competizioni regionali
- Prima Categoria: 1

2022-2023
- Promozione: 1

1972-1973
- Prima Divisione: 1

1945-1946 (girone C)
- Campionato italiano di terza divisione: 1

1930-1931 (girone C)

### Altri piazzamenti
- Coppa Ottorino Barassi:

Finalista: 1972